# 전파원
전파원(電波源, radio source)은 강력한 전파를 방출하는 천체이다. 가까이는 태양부터 우리은하 중심, 펄사, 초신성잔해, 우리은하계 밖의 외부의 전파은하, 우주배경복사에 이르기까지 그 종류가 다종다양하다.

## 같이 보기
- 활동은하핵
- 위치천문학
- 전자기파
- 전파천문학